# Tony Springett
Tony Gary Springett, född 22 september 2002, är en engelsk-irländsk fotbollsspelare som spelar för Norwich City.

## Klubbkarriär
Springett kom till Norwich City som 12-åring. Den 8 maj 2022 gjorde Springett sin Premier League-debut för Norwich då han blev inbytt i halvlek i en 4–0-förlust mot West Ham United.

## Landslagskarriär
Springett är född i London, men blev uttagen i Irlands U18-landslag till en fyrnationsturnering i Sverige i september 2019. Han gjorde ett inhopp i turneringen i en 4–0-förlust mot Österrike.